# Comparación entre el esperanto y el novial
Esperanto y novial son dos lenguas planificadas que han adoptado enfoques radicalmente diferentes para el problema de proporcionar una lengua auxiliar internacional. Su principal diferencia es que mientras que el esperanto es un idioma esquemático, con una gramática invariable, el novial toma más un enfoque de "lenguaje natural", cuya gramática y vocabulario varían para tratar de mantener un aspecto natural. Demográficamente, el esperanto tiene miles de veces más hablantes que el novial.

## Alfabeto y pronunciación
Tanto el esperanto como el novial se escriben usando versiones del alfabeto latino. El alfabeto del esperanto tiene 28 letras: 22 sin signos diacríticos y 6 con los signos diacríticos únicos del esperanto ĉ, ĝ, ĥ, ĵ, ŝ y ŭ. El novial utiliza el estándar de 26 letras del alfabeto latino, sin diacríticos. A continuación, se presenta a modo de comparación una tabla con el vocabulario del esperanto y del novial, con el Alfabeto Fonético Internacional (IPA).
| Esperanto  | IPA        | Novial                      |
| ---------- | ---------- | --------------------------- |
| A, a       | a          | A, a                        |
| B, b       | b          | B, b                        |
| C, c       | ts         | Ts, ts; S, s                |
| Ĉ, ĉ       | tʃ         | Ch, ch; Sh, sh              |
| D, d       | d          | D, d                        |
| E, e       | e o ɛ      | E, e                        |
| F, f       | f          | F, f                        |
| G, g       | ɡ          | G, g                        |
| Ĝ, ĝ       | dʒ         | J, j                        |
| H, h       | h          | H, h                        |
| Ĥ, ĥ       | x          | K, k                        |
| I, i       | i          | I, i                        |
| J, j       | j          | Y, y                        |
| Ĵ, ĵ       | ʒ          | J, j                        |
| K, k       | k          | K, k                        |
| L, l       | l          | L, l                        |
| M, m       | m          | M, m                        |
| N, n       | n          | N, n                        |
| O, o       | o o ɔ      | O, o                        |
| P, p       | p          | P, p                        |
| Kv kv      | [kv]       | Qu, qu                      |
| R, r       | r          | R, r                        |
| S, s       | s          | S, s; Z, z                  |
| Ŝ, ŝ       | ʃ          | Sh, sh; Ch, ch              |
| T, t       | t          | T, t                        |
| U, u       | u          | U, u                        |
| Ŭ, ŭ       | [u̯]        | U, u (después de una vocal) |
| V, v       | v          | V, v; W, w                  |
| Ks, ks; kz | [ks], [ɡz] | X, x                        |
| Z, z       | z          | Z, z; S, s                  |

En esperanto una letra corresponde a un fonema y un fonema corresponde a una sola letra: no hay dígrafos. El novial tiene 3 dígrafos: ch, sh y qu, c y q son exclusivos de estos dígrafos (excepto en los nombres propios extranjeros) y no admiten ambigüedad, cuando s y h son fonemas separados esto se indica mediante la separación de un guion: s-h. El novial permite algunas combinaciones de dos vocales para ser pronunciadas ya sea como dos vocales por separado o como diptongos, por ejemplo, au, eu y oi se pronuncia como una "a" más una "w" (a + W), una "e" más una "w" (e + W) y una "o" más una "y" (o + y), respectivamente, también ie, io y ia se pueden pronunciar como una "y" más una "e" (y + e), una "y" más una "o" (y + o) y una "y" más una "a" (y + a), respectivamente.
En la escritura, ni el esperanto ni novial presentan ningún problema. Sin embargo, los signos diacríticos del esperanto requieren métodos especiales para escribir e imprimir. Para solucionar esto surgió el método original de dígrafos que ahora se conoce como el "sistema H", el cual emplea el uso de los dígrafos <ch>, <gh>, <hh>, <jh>, <sh> y el <u> de una sola letra en lugar de los diacríticos ordinarios del esperanto cuando estos no están disponibles. También es muy usado, en especial en computadores, el uso del llamado "sistema X" el cual emplea los dígrafos ‹cx›, ‹gx›, ‹hx›, ‹jx›, ‹sx› y ‹ux› para reemplazar las letras diacríticas del esperanto, sin embargo no es un sistema oficial.

## Nombres de personales
Los pronombres personales del esperanto terminan todos en "i", y algunos pueden ser difíciles de distinguir en un ambiente ruidoso (principalmente mi y ni). Los pronombres personales del novial usan más letras lo que permitiría una diferenciación más fácil, aunque algunos anotan que la diferencia solo esta en la consonante inicial (por ejemplo, nus, vus y lus). Una forma más de nus es nos, más distinta que las anteriores, se ha utiliza en ocasiones. El novial, no distingue las formas familiares y corteses de "tú" (por ejemplo, tú y usted). El inventor del novial, Otto Jespersen, argumentó que tal distinción no tiene lugar en un lenguaje destinado únicamente para uso internacional. Esta distinción sí está disponible en esperanto, pero se utiliza poco en la práctica(vi sería "usted" y ci sería "tú", pero este casi no se usa).
|           | singular | singular | singular   | singular | singular | singular             | singular | plural      | plural   | plural | plural | plural     | plural | indef.  |
| 1st       | 2nd      | 2nd      | 3rd        | 3rd      | 3rd      | 3rd                  | 1st      | 2nd         | 3rd      | 3rd    | 3rd    | 3rd        |        | indef.  |
| 1st       | familiar | formal   | m.         | f.       | n.       | sin género.          | 1st      | 2nd         | m.       | f.     | n.     | sin género |        | indef.  |
| --------- | -------- | -------- | ---------- | -------- | -------- | -------------------- | -------- | ----------- | -------- | ------ | ------ | ---------- | ------ | ------- |
| Español   | Yo       | Tú¹      | Vos/Usted¹ | El       | Ella     | Eso/a(animal o cosa) | Ello     | Nosotros/as | Vosotros | Ellos  | Ellas  |            | Esos   | uno/una |
| esperanto | mi       | ci¹      | vi¹        | li       | ŝi       | ĝi                   | ĝi²      | ni          | vi       |        |        |            | ili    | oni     |
| novial    | me       | vu       | vu         | lo       | la       | lu                   | le       | nus         | vus      | los    | las    | lus        | les    | on      |

¹ci y tú, si bien técnicamente son las formas familiares de la palabra "usted" en esperanto y Español, respectivamente, casi nunca se utiliza el término ci en esperanto. Zamenhof mismo no incluyen el pronombre en el primer libro sobre el esperanto y solo después de mala gana; después desaconsejo el uso ci en base de que las diferentes culturas tienen tradiciones contradictorias sobre el uso de las formas familiares y formales de "usted", y que una lengua universal debe evitar el problema simplemente utilizando el formulario oficial en todas las situaciones. novial utiliza vu solo como el singular "tú".
² tiu, "esa persona", se suele utilizar en esta circunstancia, ya que muchas personas les resulta natural usar "ese/a", en referencia a los seres humanos.
El sistema de novial usa una correspondencia sistemática entre las formas singular y plural correspondientes (es decir, vu, vus, lo, los, la, las, lu, lus, le, les). En el sentido estricto "nosotros" no es el plural de "yo", porque "muchos yoes" no tiene sentido. Jespersen sugirió que nu, el singular de nus, podría ser utilizado como un "nosotros verdadero". El marcado opcional del sexo en novial, especialmente en la tercera persona del plural, permite una mayor flexibilidad que en esperanto, al menos en este caso. Exactamente el mismo sistema se aplica a otros pronombres y nombres con diferencias de sexo.

## Marcando el género
La mayoría de las palabras del esperanto son neutrales al género ("tabla", "hierba", etc.) Sin embargo, el esperanto asume el género masculino por defecto en otras palabras, sobre todo palabras que tratan de las relaciones familiares, profesionales y algunos animales. Estas palabras se pueden hacer femeninas con el uso del sufijo femenino -ino. Hay un sufijo no oficial en esperanto, que significa dar a la palabra sexo masculino, -iĉo (véase la reforma de género en el esperanto) También hay un prefijo oficial existente, vir-. con el mismo significado. En contraste, el novial tiene un sistema simétrico, imparcial, tanto para los sustantivos y los pronombres que marca ya sea masculino, femenino, epiceno o inanimado.

## Sistema verbal
Las gramáticas del novial y del esperanto son muy diferentes en la forma en que varios tiempos gramaticales, modos y voces de los verbos de ambos utilizan una combinación de los verbos auxiliares y terminaciones de verbos(sufijos). Sin embargo, el novial utiliza muchos más verbos auxiliares y pocas terminaciones, mientras que el esperanto solo utiliza un verbo auxiliar y un gran número de sufijos. En novial, todas las formas verbales son independientes de la persona (primera, segunda o tercera persona) y número (singular o plural). En esperanto, las formas verbales son independientes de la persona, pero los tiempos compuestos, con participios, requieren que el participio (que es un adjetivo) concuerde con el sujeto del verbo en número (singular o plural).
Los tiempos continuos son menos comunes en ambos idiomas, que en otros idiomas como el español o el inglés. En la siguiente tabla se indican los sufijos separados por guiones. Las formas alternativas con el mismo significado están entre paréntesis. En las formas de esperanto una "j" indica la forma en plural (es decir, añadiendo la j al final). En los casos en que aparece un "yo" entre paréntesis, se utiliza para que el lector relacione la frase con la primera persona y luego pueda relacionarlo con el resto de pronombres.

### Voz activa
|                              | Español                            | esperanto          | novial                |
| ---------------------------- | ---------------------------------- | ------------------ | --------------------- |
| Infinitivo                   | amar                               | am-i               | ama                   |
| Presente simple              | (yo) amo                           | am-as              | ama                   |
| Futuro                       | amaré                              | am-os              | sal ama               |
| Pasado simple                | (yo) amé                           | am-is              | did ama (ama-d)       |
| Pretérito perfecto compuesto | he amado                           | est-as am-int-a(j) | ha ama                |
| Pluscuamperfecto             | había amado                        | est-is am-int-a(j) | ha-d ama              |
| Futuro perfecto              | habré amado                        | est-os am-int-a(j) | sal ha ama            |
| Futuro en el pasado          | (yo) había (hube) de amar          | est-is am-ont-a(j) | sal-ed ama            |
| Condicional                  | amaría                             | am-us              | vud ama               |
| Condicional perfecto         | Hubiera (habría o hubiese) de amar | est-us am-int-a(j) | vud ha ama            |
| Primer imperativo            | ¡amémonos!                         | ni am-u!           | let nus ama!          |
| Segundo imperativo           | ¡ama! (tú)                         | am-u!              | ama!                  |
| Presente continuo            | estar amando                       | est-as am-ant-a(j) | es ama-nt             |
| Futuro continuo              | (yo) estaré amando                 | est-os am-ant-a(j) | sal es ama-nt         |
| Pasado continuo              | amaba                              | est-is am-ant-a(j) | did es (es-ed) ama-nt |

## Formación de palabras
En esperanto, la mayoría de las palabras se crean a partir de una determinada cantidad de raíces, terminaciones, y afijos. Esto permite una cantidad relativamente baja de palabras, lo que resulta en un aprendizaje mucho más sencillo. Sin embargo, algunos están de acuerdo en que esto resulta en una fuerte dependencia de los afijos más comunes. Por ejemplo, el esperanto depende notoriamente y en gran medida del prefijo mal- para formar el contrario u opuesto de un adjetivo o un verbo. El prefijo equivalente en novial es des-, pero se utiliza mucho menos.

## Pequeña comparación entre los idiomas
"El Padre nuestro" en ambos idiomas:
| Versión en esperanto: Patro nia, kiu estas en la ĉielo, Via nomo estu sanktigita. Venu Via regno, plenumiĝu Via volo, kiel en la ĉielo, tiel ankaŭ sur la tero. Nian panon ĉiutagan donu al ni hodiaŭ. Kaj pardonu al ni niajn ŝuldojn, kiel ankaŭ ni pardonas al niaj ŝuldantoj. Kaj ne konduku nin en tenton, sed liberigu nin de la malbono. Amen. | Versión en novial: Nusen Patre, kel es in siele, mey vun nome bli sanktifika, mey vun regno veni; mey on fa vun volio kom in siele anke sur tere. Dona a nus disidi li omnidiali pane, e pardona a nus nusen ofensos, kom anke nus pardona a nusen ofensantes, e non dukte nus en tentatione, ma liberisa nus fro malu. Amen. |